# عدی زهران
عدی زهران (انگلیسی: Oday Zahran؛ زاده ۲۹ ژانویهٔ ۱۹۹۱) یک بازیکن فوتبال اهل اردن است.
وی همچنین در تیم ملی فوتبال اردن بازی کرده‌است.